# Sinteză proteică
Sinteza proteică (de asemenea întâlnită ca biosinteză proteică) este procesul biochimic în urma căruia celulele generează proteine, fiind reglat prin mecanisme de degradare proteină (proteoliză) și export. Translația și implicit asamblarea și legarea aminoacizilor de către ribozomi, este o parte esențială a acestei căi metabolice biosintetice. Reglarea metabolică a procesului de sinteză proteică are loc pe mai multe etape.
Sinteza proteică depinde strict de informația genetică, informație care este exprimată, menținută, replicată și ocazional ameliorată printr-o serie de procese specifice, cum ar fi: sinteza ARN și a proteinelor, repararea ADN, replicarea ADN și recombinarea genică. În cadrul acestor procese, informația dintr-o secvență lineară de nucleotide este transpusă fie într-un alt lanț de nucleotide (ADN sau ARN), fie într-un lanț de aminoacizi.

## Referinț
1. ↑  Kafri M, Metzl-Raz E, Jona G, Barkai N. 2016. The Cost of Protein Production. Cell Rep 14:22–31. https://dx.doi.org/10.1016/j.celrep.2015.12.015